# Donja Brvenica
Donja Brvenica este un sat din comuna Pljevlja, Muntenegru. Conform datelor de la recensământul din 2003, localitatea are 144 de locuitori (la recensământul din 1991 erau 214 locuitori).

## Demografie
În satul Donja Brvenica locuiesc 121 de persoane adulte, iar vârsta medie a populației este de 43,9 de ani (42,8 la bărbați și 44,9 la femei). În localitate sunt 51 de gospodării, iar numărul mediu de membri în gospodărie este de 2,82.
Această localitate este populată majoritar de sârbi (conform recensământului din 2003).
|  |

| Demografie | Demografie | Demografie |
| An         | Locuitori  | Locuitori  |
| ---------- | ---------- | ---------- |
|            |            |            |
|            |            |            |
|            |            |            |
|            |            |            |
| 1948       | 377        |            |
| 1953       | 372        |            |
| 1961       | 388        |            |
| 1971       | 350        |            |
| 1981       | 278        |            |
| 1991       | 214        | 214        |
| 2003       | 144        | 144        |

| \| Componența etnică conform recensământului din 2003[2] \| Componența etnică conform recensământului din 2003[2] \| Componența etnică conform recensământului din 2003[2] \| Componența etnică conform recensământului din 2003[2] \| Componența etnică conform recensământului din 2003[2] \| \| ----------------------------------------------------- \| ----------------------------------------------------- \| ----------------------------------------------------- \| ----------------------------------------------------- \| ----------------------------------------------------- \| \| \| \| \| \| \| \| Sârbi \| Sârbi \| \| 106 \| 73,61% \| \| Muntenegreni \| Muntenegreni \| \| 30 \| 20,83% \| \| Musulmani \| Musulmani \| \| 8 \| 5,55% \| \| necunoscută \| necunoscută \| \| 0 \| 0% \| |              |  |     |        |
| Componența etnică conform recensământului din 2003 |              |  |     |        |
| |              |  |     |        |
| Sârbi | Sârbi        |  | 106 | 73,61% |
| Muntenegreni | Muntenegreni |  | 30  | 20,83% |
| Musulmani | Musulmani    |  | 8   | 5,55%  |
| necunoscută | necunoscută  |  | 0   | 0%     |